# Ford Eifel

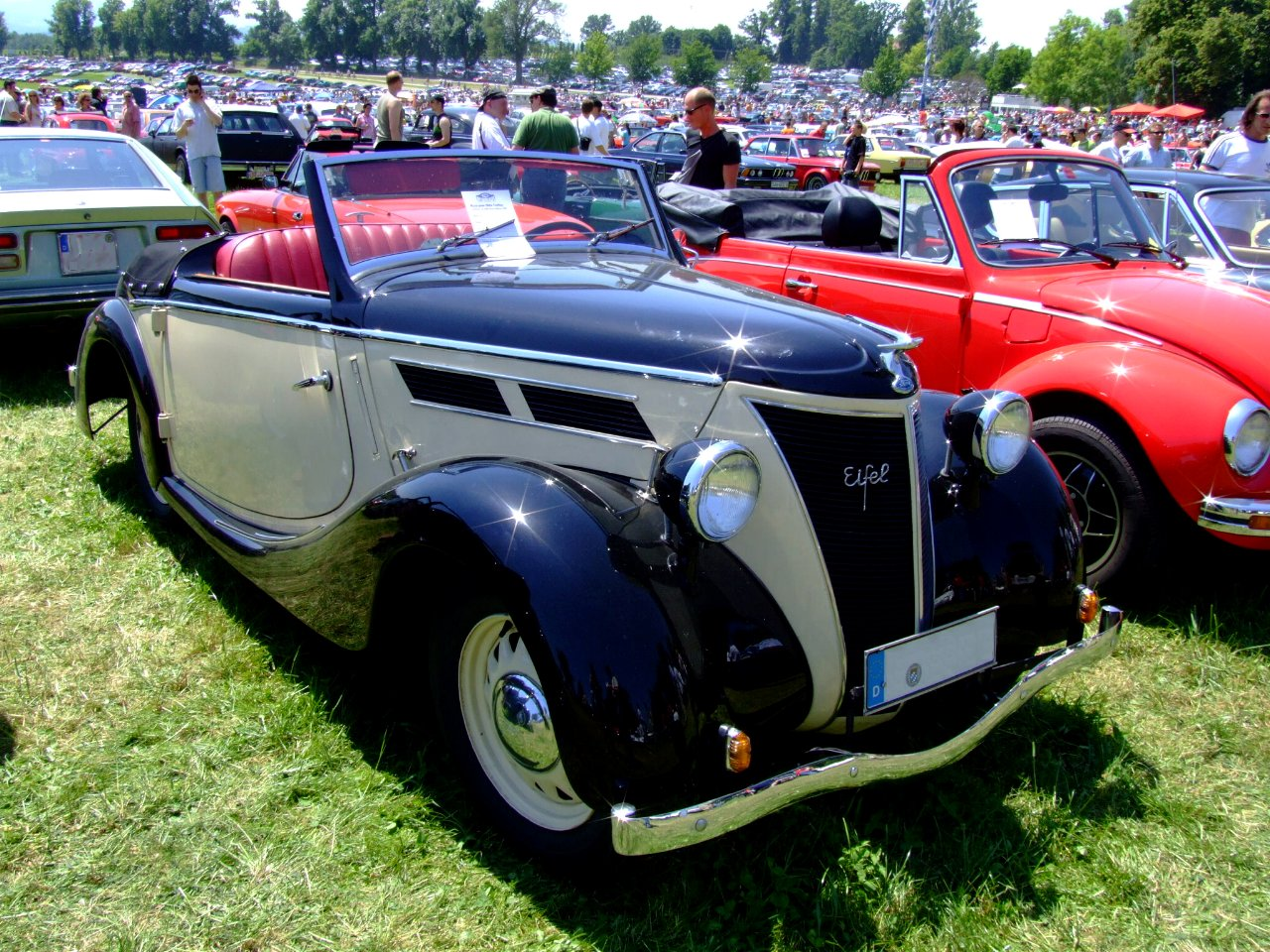
Ford Eifel 1938 года.

Ford Eifel (ˈ´aefəl) — автомобиль, выпускаемый компанией Ford Germany (Германия) и Ford Hungary (Венгрия) в период между 1935 и 1939 годами.
Всего было выпущено порядка 60 000 штук. На них использовался 4-цилиндровый, 4-тактный двигатель, объёмом 1172 см3, выдавший 34 л.с. при 4250 оборотах. Представлен был в широком диапазоне кузовов, даже таких как двухдверный лимузин, двухдверный кабриолет, двухместный родстер, двух- и четырёхместный кабриолимузин, и легкий грузовик. Он заменил собой Ford Köln, а самому ему на смену пришёл Ford Taunus.
Название было выбрано по названию гор Eifel в Западной Германии.